# Miltochrista rubicunda
Miltochrista rubicunda är en fjärilsart som beskrevs av Ignaz Schiffermüller 1776. Miltochrista rubicunda ingår i släktet Miltochrista och familjen björnspinnare. Inga underarter finns listade i Catalogue of Life.